# Matsushima Hitoshi
Hitoshi Matsushima (sinh ngày 30 tháng 4 năm 1980) là một cầu thủ bóng đá người Nhật Bản.

## Sự nghiệp câu lạc bộ
Hitoshi Matsushima đã từng chơi cho Shimizu S-Pulse và Ventforet Kofu.